# エコーバレースキー場
エコーバレースキー場（エコーバレースキーじょう）は、長野県小県郡長和町にあるスキー場である。2020-2021シーズンから営業を休止している。

## 概要
「山彦谷」に作られたスキー場なのでこの名前となった。スイスのアンデルマットスキー場と姉妹提携している。各リフト・コースが短く、ロングクルーズを好む向きにはあまり満足度が高くない。左右を車山高原スキー場とブランシュたかやまスキーリゾートにはさまれた位置に存在する。白樺湖・エコーライン・ビーナスラインエリアのスキー場に共通することであるが、晴天率が高い、ということは降雪量は多くなく、人工雪に頼るところが大きい。しかし左右を山に囲まれているので、風は吹きにくく雪も解けにくい

## 沿革
- 1981年(昭和56年) - 12月、旧長門町が出資する第3セクター、長門町国設スキー場開発株式会社により国設エコーバレースキー場として開業。当初はシングルリフト4基の規模だった[1]。
- 1984年(昭和59年) - 1984-1985シーズンまでに、シングルリフト6基、ペアリフト3基の規模となる[1]。
- 2014年(平成26年) - 2014-2015シーズンより株式会社マックアースによる運営となる[2]。
- 2015年(平成27年) - 2015-2016シーズンから第7ペアリフト、ちびっ子ゲレンデが廃止された。
- 2016年(平成28年) - 2016-2017シーズンからスノーパークが第7ペアリフトの架かっていたエリアに移動した。
- 2017年(平成29年) - 7月、経営不振を理由に株式会社マックアースが当スキー場を譲渡する方向で検討しているとの報道があった[3]が、9月、マックアースのシーズン券で滑走可能になった旨が告知され[4]、少なくとも2017-2018シーズンは営業される模様となった。スキー場webサイトでは当初「10月初めに報道発表がある」との告知があったが期日の延期が繰り返されて発表のないまま2ヶ月ほど経過し、不透明さを感じさせていたが、12月1日、新しい経営母体が決まったことが新聞報道された。しかし株式会社マックアースは譲渡先を明らかにしていない[5]。2017-2018シーズンは元アルペンスキーレーサーの平澤岳が「プロデューサー」となった。
- 2018年(平成30年) - 6月、株式会社マックアースが、エコーバレースキー場・Mt.乗鞍スノーリゾート・白馬さのさかスキー場と福島の箕輪スキー場を、株式会社ブルーキャピタルマネジメント[注 1]に譲渡したことが報道・発表された[6][7]。ブルーキャピタルマネジメントはこれら4スキー場を運営する新会社、株式会社Blue Resortを設立し、引き続き平澤岳が総合プロデューサーとなる。
- 2020年(令和2年) - スキー場webサイトに「2020年11月28日オープン予定・10月31日迄に詳細を掲載」との記載があったが、11月になってもwebサイトは更新されなかった。10月末、近隣スキー場webサイトの早割シーズン券情報(所持者への割引特典)に「エコーバレースキー場(今シーズン営業しない)」と書かれ[8]、またグループスキー場のMt.乗鞍webサイトにおいて「弊社グループ会社の営業休止について」として当スキー場と白馬さのさかスキー場の営業休止が告知された[注 2]。しかし11月4日にNHKが「長和町に、(当)スキー場から、営業するかどうか検討中との連絡があった」と報じ[9]、スキー場webサイトは「今シーズンの営業発表が遅れ申し訳ない。コロナ禍の現状を踏まえ感染防止対策の検討をしている」とアナウンスするなど、状況ははっきりしていなかった。11月17日、ブルーキャピタルマネジメントが当スキー場を今季休止する旨を既に長和町などに伝えたと報道された。ブルー社は来季以降も数年間営業しない可能性を示しつつ「その後は必ず営業する」と説明しているという[10]。11月18日、スキー場webサイトにおいても「十分なコロナ対策が困難と判断し今期営業を休止する」旨のアナウンスがなされた。
- 2021年(令和3年) - 2021-2022シーズンも休業する旨のアナウンスがされた。
- 2022年(令和4年) - 2022-2023シーズンも休業する旨のアナウンスがされた[11]。
- 2023年(令和5年) - 2023-2024シーズンも休業する旨のアナウンスがされた[12]。
- 2024年(令和6年) - 2024-2025シーズンも休業する旨のアナウンスがされた[13]。

## ゲレンデ
主に上部ゲレンデと麓のゲレンデに分かれていて、上部のゲレンデは手のひらのようにコースが開かれていく。
- ナイターエリア
  - アンデルマット第1 640m 最大35度/平均20度
  - アンデルマット第2 410m 最大25度/平均15度
- 連絡コース
  - ラビットパス 初級 700m 最大10度/平均6度
- 上部ゲレンデ
  - ハイローゼン 中級 790m 最大25度/平均13度
  - エコー第1 中級 800m 最大26度/平均13度
  - エコー第2 上級 820m 最大28度/平均13度
  - サンライズ 中級 900m 最大35度/平均14度
- 林間コース
  - ラブリーバレー第1 初級 1,100m 最大10度/平均8度
  - ラブリーバレー第2 初級 420m 最大10度/平均8度 土日祝日はスローエリア
- その他
  - ちびっ子ゲレンデ 50m 最大10度/平均5度 スノーエスカレーター有 (ソリ専用ゲレンデ 500円 2015-2016シーズンから廃止)

## リフト
- クワッドリフト 1基
  - エコー第６クワッド (821m)
- トリプルリフト 3基
  - エコー第２トリプル (463m)
  - エコー第４トリプル (457m)
  - エコー第５トリプル (562m)
- ペアリフト 3基
  - エコー第１ (578m)
  - エコー第３ (458m)
  - エコー第８ (375m)
  - エコー第７ (506m,廃止)

## 交通
- 中央自動車道諏訪ICよりエコーラインを経由し28km。

駐車場2500台完備